# Spragueia inversa
Spragueia inversa är en fjärilsart som beskrevs av William Schaus 1904. Spragueia inversa ingår i släktet Spragueia och familjen nattflyn. Inga underarter finns listade i Catalogue of Life.